# Achavalita
L'achavalita és un mineral de la classe dels sulfurs, un selenur membre del grup de la niquelina. La localitat tipus és la mina Cacheuta, localitzada a la Sierra de Cacheuta, a Mendoza (Argentina), on va ser trobada l'any 1939.
Va ser anomenada per l'enginyer Luis Achával. Mai ha estat descrita de manera adequada, i actualment és necessari tornar a investigar el mineral; els intents recents d'aconseguir més material de la mina Cacheuta han resultat infructuosos. L'any 2015 va ser reanomenada, passant el seu nom original (en anglès) de dir-se achavalite a achávalite.

## Classificació
Segons la classificació de Nickel-Strunz, el mineral pertany al grup dels sulfurs i les sulfosals, al subgrup dels sulfurs metàl·lics i dins d'aquest subgrup, als sulfurs metàl·lics amb níquel, ferro, cobalt i elements del grup del platí (grup 2.C.C.05). Segons l'índex químic per a minerals de Hey, el mineral pertany al grup dels sulfurs, selenurs, tel·lururs i arsenurs, concretament al subgrup de sulfurs amb ferro (grup 3.9.8). No ha estat classificat segons la classificació de Dana.
Segons la classificació de Nickel-Strunz, l'achavalita pertany a «02.C - Sulfurs metàl·lics, M:S = 1:1 (i similars), amb Ni, Fe, Co, PGE, etc.» juntament amb els següents minerals: breithauptita, freboldita, kotulskita, langisita, niquelina, sederholmita, sobolevskita, stumpflita, sudburyita, jaipurita, zlatogorita, pirrotina, smythita, troilita, cherepanovita, modderita, rutenarsenita, westerveldita, mil·lerita, mäkinenita, mackinawita, hexatestibiopanickelita, vavřínita, braggita, cooperita i vysotskita.

## Descripció
El mineral presenta una lluïssor metàl·lica i és opac de color gris. Presenta una duresa en l'escala de Mohs de 2,5 i una ratlla de color negre.